# Ruine Roche d’Or
Die Ruine Roche d’Or (deutsch auch Goldenfels) ist die Ruine einer Höhenburg im gleichnamigen Dorf Roche d’Or in der schweizerischen Gemeinde Haute-Ajoie im Kanton Jura.

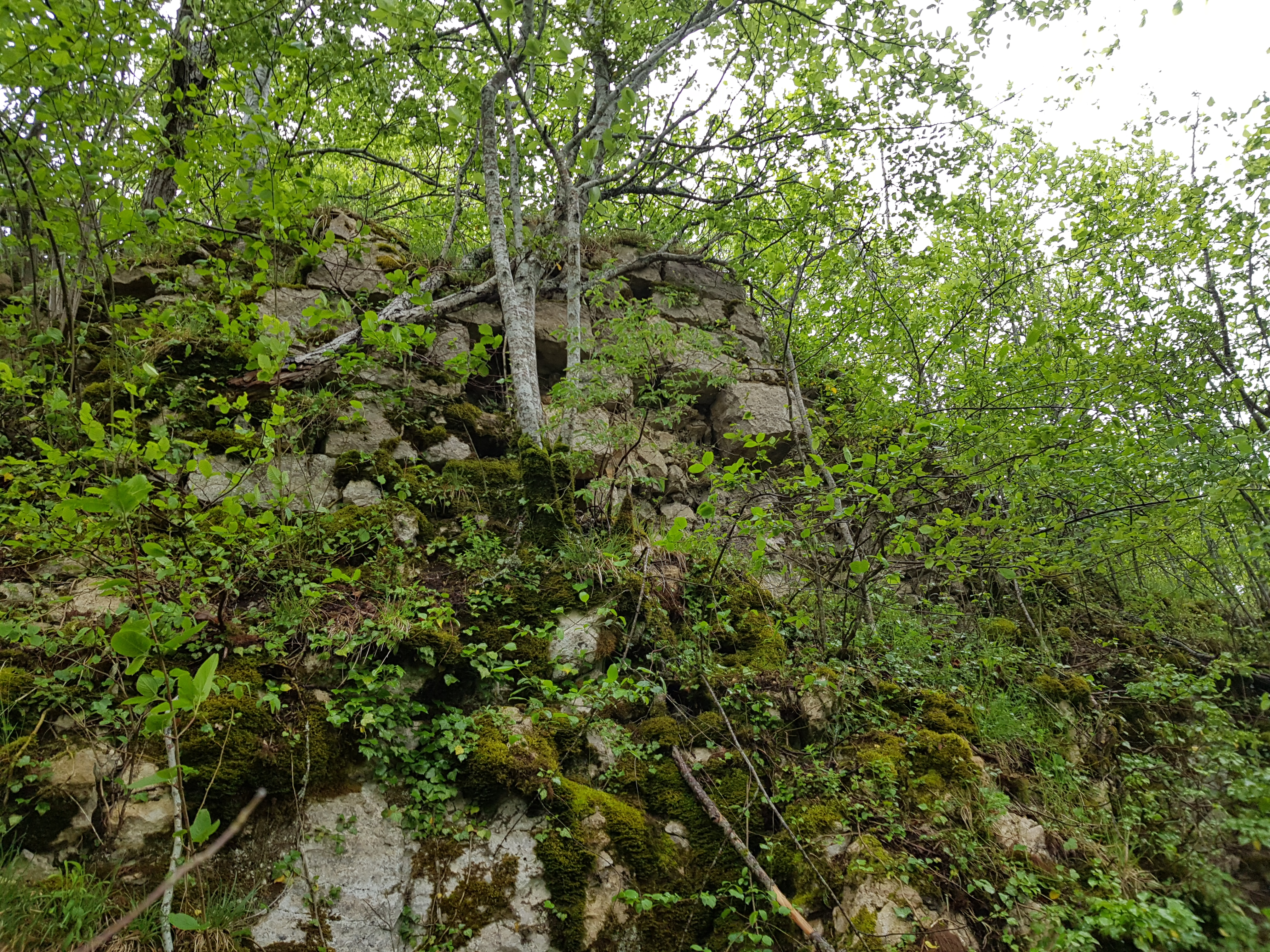
Massive Steinquader bei den Resten der Kernburg

## Situation
Die weitläufige Ruine liegt auf einem Hügel südlich der Landstrasse zum Dorf Roche d’Or. Derzeit bestehen keine Ausschilderungen oder eingerichtete Wege, dennoch kann die Ruine über Waldpfade erreicht werden. An drei Stellen sind noch Mauerreste erhalten. Die Reste der Kernburg zeigen, dass diese vermutlich aus massiven Quadern bestand.

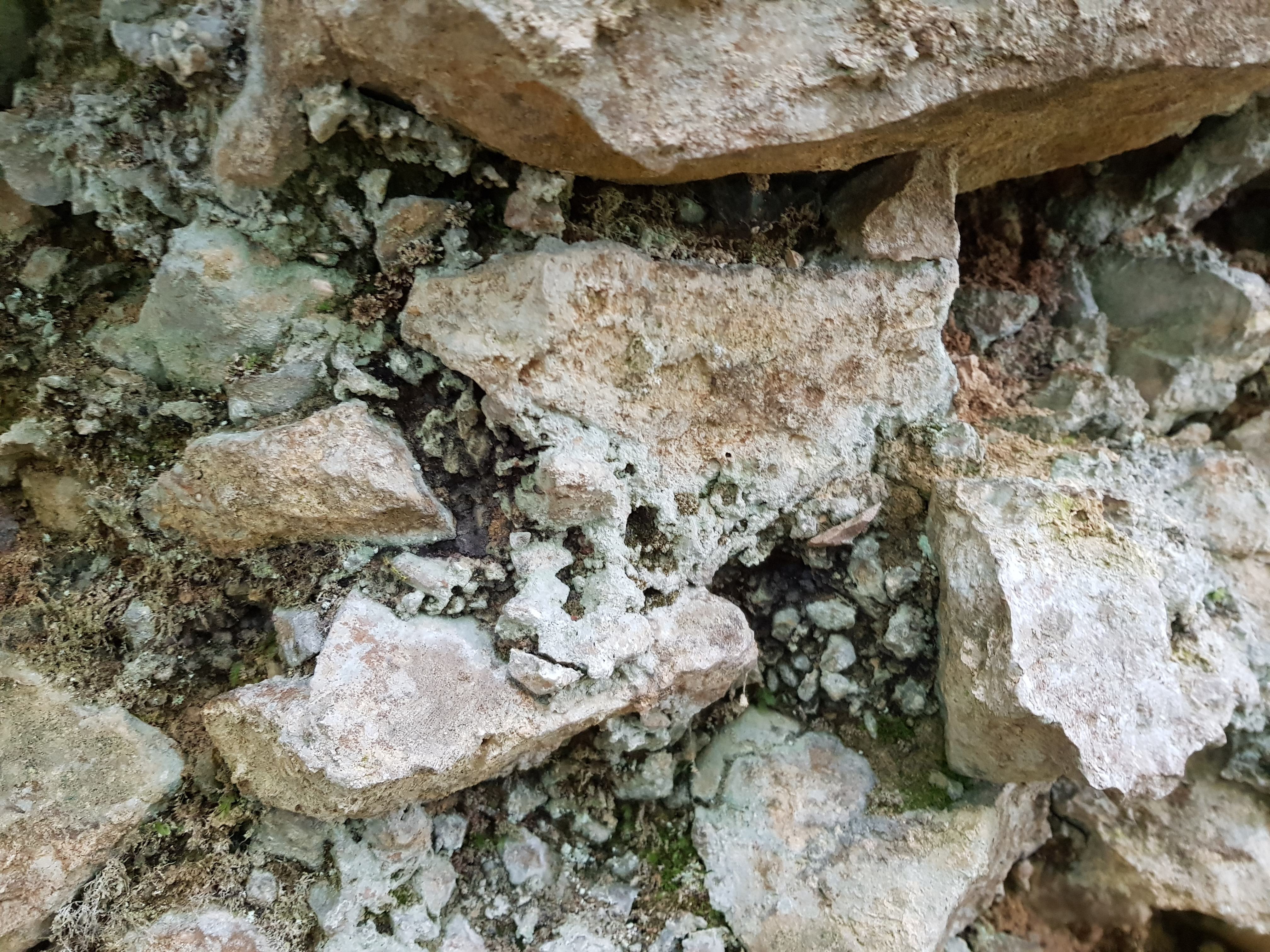
Mauersteine mit Resten von Mörtel

## Geschichte
Der Bischof von Basel Heinrich von Isny liess 1283 die Burg erbauen, um die Grenzen des Fürstbistums gegen den Grafen von Mömpelgard zu sichern. Von hier aus wurde die Region der westlichen Ajoie verwaltet.
Roche d’Or wird 1383 an Pierre de Cly verpfändet, 1401 an den Graf Thiébaud VIII. (Diebold VIII.) von Neuenburg-Blamont, einen Verwandten des damaligen Bischofs (Humbert von Neuenburg-Blamont). 1424 wollte der neue Bischof, Johann von Fleckenstein, das Pfand wieder auslösen, und da Thiébaud sich dagegen wehrte, wurde die Burg von Baslern belagert und eingenommen. Es kam zu einem Friedensschluss und die Burg wurde wieder an den Bischof übergeben, der sie an andere Besitzer verpfändete. 1444 ging das Pfand wieder an Thiébaud VIII über.
Im Besitz des Bischofs Johann von Venningen wurde die Burg als Etappenort verwendet, um während der Burgunderkriege gegen den burgundischen Herzog Karl den Kühnen zu ziehen (1474–75).
1537 wurde die Burg an die Familie de Vendlincourt als Lehen vergeben, 1562 an die Familie Desbois.
Als die Grafschaft Mömpelgard vom Herzog von Lothringen überfallen wurde, befürchtete der damalige Bischof, Jakob-Christoph Blarer von Wartensee, dass auch Roche d’Or eingenommen werden könne, um gegen das Bistum als Stützpunkt zu dienen. Er liess im August 1595 die Burg bis auf die Grundmauern abbrechen. Sie blieb danach eine Ruine, die als Steinbruch verwendet wurde.

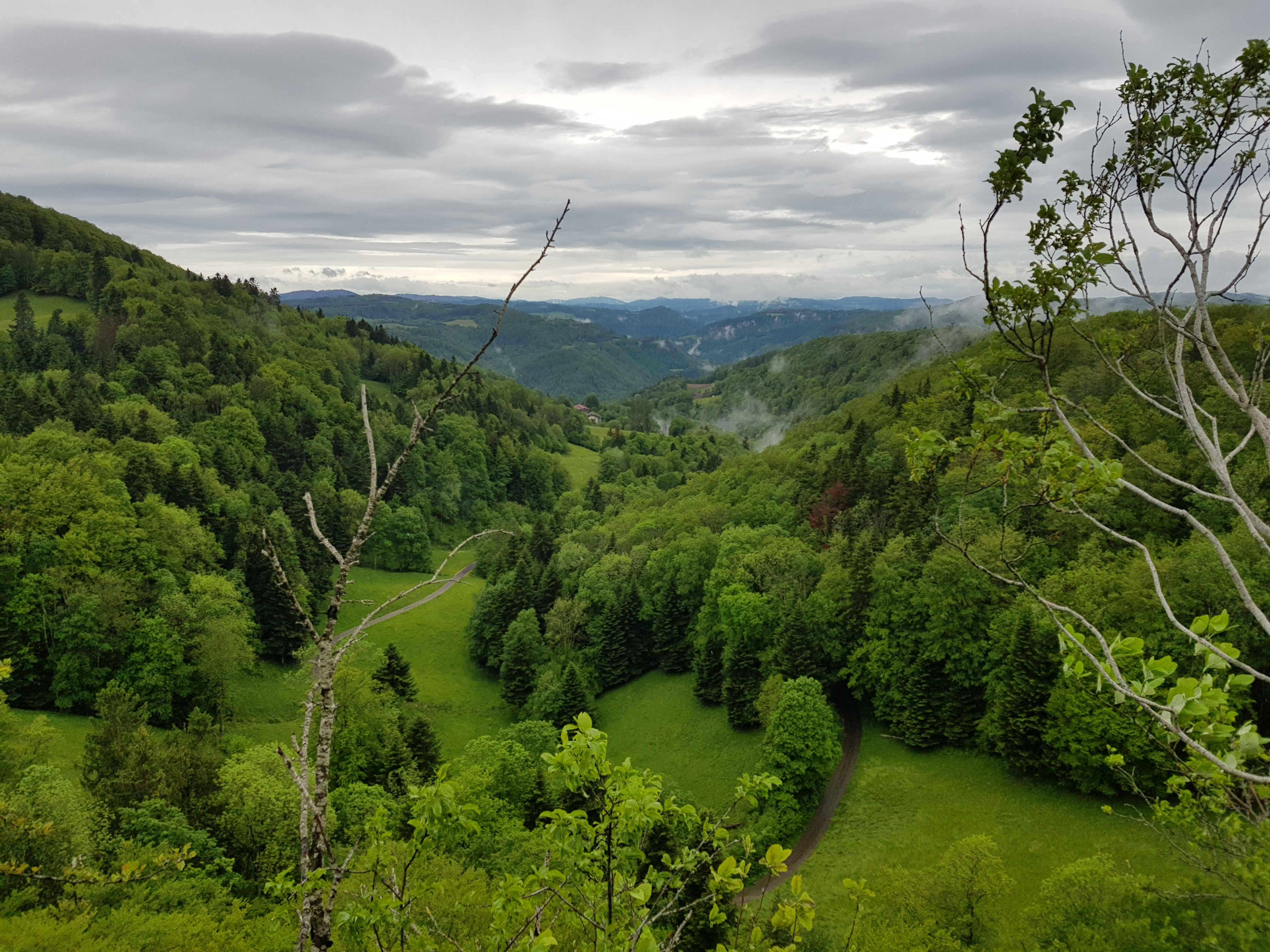
Sicht nach Südwesten von einer Aussichtsplattform unterhalb der Burg